# 1885 na ciência

## Eventos
- Observação ou predição dos elementos químicos Praseodímio[1] e Neodímio[2]
- Eugene Goldstein batiza o raio cátodico, posteriormente descoberto ser composto de elétrons, e um raio anódico, que posteriormente descobre-se ser composto de íons hidrogênio que tiveram seus elétrons removidos em um tubo de raios catódicos. Estes seriam posteriormente nomeados prótons.[3]

## Nascimentos
| Data            | Nome           | Profissão              | Nacionalidade  | Observações                              | Ref   |
| --------------- | -------------- | ---------------------- | -------------- | ---------------------------------------- | ----- |
| 10 de fevereiro | Hardy Cross    | engenheiro estrutural  | Estados Unidos | m. 1959 Medalha de Ouro do IStructE 1958 | [ 4 ] |
| 24 de junho     | Olaf Holtedahl | geólogo e paleontólogo | Noruega        | m. 1975 Medalha Wollaston 1951           | [ 5 ] |

## Mortes
| Data          | Nome            | Profissão    | Nacionalidade                         | Observações                                      | Ref         |
| ------------- | --------------- | ------------ | ------------------------------------- | ------------------------------------------------ | ----------- |
| 14 de outubro | Thomas Davidson | paleontólogo | Reino Unido da Grã-Bretanha e Irlanda | n. 1817 Medalha Wollaston 1865 Medalha Real 1870 | [ 5 ] [ 6 ] |

## Prémios
Medalha Bigsby
- Alphonse Renard[7]

Medalha Copley
- August Kekulé[8]